# Eupithecia woodgatata
Eupithecia woodgatata là một loài bướm đêm trong họ Geometridae.